# Nabi (keresztnév)
A Nabi (hangul: 나비) koreai eredetű női keresztnév, jelentése „pillangó”.

## Gyakorisága
2023 óta anyakönyvezhető név Magyarországon.

## Névnapok
Nem szerepel a naptárban.